# Farhad Safinia
Farhad Safinia (Perzisch: فرهاد صفی‌نیا) (Teheran, 3 mei 1975) is een Iraans-Amerikaans scenarioschrijver, producent en regisseur.

## Biografie
Farhad Safinia werd in 1975 geboren in de Iraanse hoofdstad Teheran. Omstreeks 1979, ten tijde van de Iraanse Revolutie, verhuisde hij met zijn familie naar Parijs en enkele jaren later naar Londen. In Engeland studeerde hij economie aan King's College (Cambridge). Nadien verhuisde hij naar New York om er filmstudies te volgen aan The New School en Tisch School of the Arts. Als zijn thesis maakte hij aan The New School de korte film Outside the Box (2001).
In 2007 trouwde hij met de Canadese actrice Laura Regan.

## Carrière
Na zijn studies ging Safinia in Hollywood aan de slag als productiemedewerker. Zo werkte hij mee aan de sitcom Complete Savages (2004–2005) en assisteerde hij filmmaker Mel Gibson tijdens de postproductie en promotiecampagne van diens religieuze film The Passion of the Christ (2004). Nadien schreven Safinia en Gibson met Apocalypto (2006) samen een historische avonturenfilm over de Mayacultuur.
In 2011 bedacht, schreef en produceerde Safinia voor betaalzender Starz de dramaserie Boss (2011–2012). Nadien werkte hij opnieuw met Mel Gibson samen, ditmaal aan het het historisch drama The Professor and the Madman (2019). Safinia schreef en regisseerde het filmproject, met Gibson als hoofdrolspeler. Tijdens de productie kwam het tot een dispuut met productiebedrijf Voltage Pictures. Er volgde een lange juridische strijd, die uiteindelijk gewonnen werd door Voltage. Zowel Safinia als Gibson distantieerde zich vervolgens van de productie. Om die reden wordt Safinia in de credits van de film vermeld onder het pseudoniem "P.B. Shemran".

## Filmografie
Film
- Apocalypto (2006)
- The Professor and the Madman (2019)

Televisie
- Boss (2011–2012)